# Prix Attila-József
Le prix Attila-József (en hongrois : József Attila-díj), créé en 1950, est un prix hongrois remis à des écrivains magyarophones de premier plan. Il tient son nom du poète hongrois Attila József qui écrivait en hongrois.

## Lauréats
Parmi les lauréats, on compte notamment Szilárd Podmaniczky, Magda Szabó et Imre Sarkadi :
- 1951 : László Németh et Imre Sarkadi
- 1952 : Géza Képes et Imre Sarkadi
- 1953 : Sándor Dallos
- 1954 : Lajos Áprily, Sándor Csoóri et Imre Sarkadi
- 1959 : Magda Szabó
- 1960 : István Fekete et Margit Szécsi
- 1962 : Endre Illés, Erzsébet Galgóczi
- 1963 : Endre Fejes
- 1966 : Béla Vihar
- 1969 : Erzsébet Galgóczi
- 1971 : János Pilinszky
- 1972 : Magda Szabó
- 1976 : Menyhért Lakatos, Erzsébet Galgóczi
- 1977 : Miklós Szentkuthy et Ágnes Gergely
- 1978 : Endre Illés
- 1981 : Amy Károlyi
- 1983 : Anna Dániel
- 1986 : Péter Nádas
- 1987 : Ágnes Gergely et Zsuzsa Rakovszky
- 1988 : Miklós Szentkuthy
- 1989 : Imre Oravecz (refusé)
- 1990 : György Petri
- 1993 : Menyhért Lakatos
- 1996 : Zsófia Balla
- 2000 : Krisztina Tóth et Paul Nagy
- 2005 : Balázs Györe[2]
- 2008 : Szilárd Podmaniczky, Ákos Németh et Zsófia Bán
- 2011 : Attila György